# 成都海峡两岸科技产业开发园
成都海峡两岸科技产业开发园位于中國四川省成都市西郊的温江区，是国家级经济开发区，区内包括台湾统一集团等台资企业，也有面向中小企业的产业孵化园。西南财经大学（本科部）、成都师范学院、成都中医药大学（本科部）、四川交通职业技术学院等也位于该区内。